# Providence (fumetto)
Providence è una serie composta da dodici numeri scritta da Alan Moore e illustrata da Jacen Burrows, la sua prima pubblicazione si ha grazie l'editrice statunitense Avatar Press, ed è stata pubblicata dal maggio 2015 all'aprile 2017. La storia è sia un prequel che un sequel di Neonomicon e Il cortile (The Courtyard), storie scritte sempre da Moore che si rifanno al Ciclo di Cthulhu di H. P. Lovecraft.

## Storia della pubblicazione
Alan Moore ha fatto un pesante lavoro di ricerca che lo ha portato in sei mesi ad acquisire quasi tutti i libri di critica su Lovecraft scritti fino a quel momento.

## Trama
La serie è ambientata nel 1919 con al centro Robert Black, uno scrittore omosessuale, che inizialmente lavora come giornalista per il New York Herald. Black decide di prendere un periodo di aspettativa dalla sua carriera di giornalista, con l'intenzione di scrivere un Grande Romanzo Americano.

## Critica
La serie ha incontrato il favore della critica con un punteggio medio di 9,3 su 10 a recensione sul sito Comic Book Roundup.

## Storia editoriale

### In Italia
In Italia la serie è edita dalla Panini Comics e composta da tre volumi con copertina rigida: ogni volume raccoglie 4 numeri della edizione spillata americana.